# 스티븐 데이글
스티븐 폴 데이글(Steven Paul Daigle, 1973년 5월 24일 ~ )은 미국의 포르노 배우, 리얼리티 프로그램 출연자이다. 다수의 게이 포르노 및 《빅 브라더》에 참가한 것으로 잘 알려져 있다.